# 電子不足
電子不足（でんしぶそく、英: Electron deficiency）は、共有結合として描写される原子間の連結に対して化合物が過度に少ない価電子を持つ時に起こる。電子不足結合は三中心二電子結合としてしばしばよく表現される。電子不足である化合物の例としてボラン類がある。
「電子不足」という用語は、有機化学においてはより一般的に、ニトロベンゼンやアクリルニトリル中で見られる電子求引性基を持つアルケンやアレーンといったπ系を示すためにも使われる。単純なC=C結合に共通の核となる特徴を示す代わりに、電子不足π系は求電子的であり、求核攻撃（マイケル付加や芳香族求核置換反応など）を受けやすい。
電子不足は三フッ化ホウ素や四フッ化ケイ素といった高度に分極した結合を持つ分子を表わすためにも使われる。これはルイス酸として働く強い傾向がある。
電子不足の最も極端な形としては、金属結合を考えることができる。